# ある落日
『ある落日』（あるらくじつ）は、読売新聞に1958年4月12日 - 1959年2月18日に連載された井上靖による長編小説、またそれを原作とした映画・テレビドラマである。

## 映画
1959年4月28日に松竹の製作・配給で公開された。ビデオ化もされた。

### キャスト
- 三名部清子：岡田茉莉子
- 小杉荒太：森雅之
- 箕原信次：高橋貞二
- 額田まさみ：朝丘雪路
- 山代竜門：伊藤雄之助
- 箕原惣三：奈良真養
- 箕原茂代：草島競子
- 三名部さい：大塚君代
- 求婚者の青年：渡辺文雄
- 瀬越美沙子：志賀真津子
- 清子の同僚A子：伊久美愛子
- 清子の同僚B子：町田祥子
- 工業会館ロビーの女：三谷幸子

### スタッフ
- 監督：大庭秀雄
- 助監督：木下惠介
- 製作：小梶正治
- 脚色：大庭秀雄、光畑碩郎
- 撮影：長岡博之
- 音楽：池田正義
- 美術：芳野尹孝
- 編集：杉原よ志
- 録音：吉田庄太郎
- 照明：小泉喜代司

## TVドラマ

### 1961年版
1961年6月6日 - 8月29日にTBS「髙島屋バラ劇場」枠にて放送された。

#### キャスト
- 高倉みゆき
- 若原雅夫
- 永井智雄
- 浜村純

### 1965年版
1965年8月2日 - 10月29日、東海テレビの15分昼ドラマ枠で放送された。

#### キャスト
- 岡田英次
- 白川由美
- 山口崇

#### スタッフ
- 演出：大西博彦
- 脚本：竹内勇太郎
- 制作：東宝、東海テレビ